# الجمعية الفيزيائية الأمريكية
الجمعية الفيزيائية الأمريكية، (بالإنجليزية: APS: American Physics Society)‏ هي ثاني أكبر منظمة تضم علماء الفيزياء في العالم. تنشر الجمعية أكثر من عشر مجلات علمية، بما في ذلك المرموقة: (Physical Review) و (Physical Review Letters)، وتنظم أكثر من عشرين اجتماعًا علميًا في كل عام. الجمعية عضو في المعهد الأمريكي للفيزياء.

## تاريخ
تأسست الجمعية الفيزيائية الأمريكية في 20 مايو 1899، عندما اجتمع ستة وثلاثون فيزيائيًا في جامعة كولومبيا لهذا الغرض. أعلن الفيزيائيون أن مهمة الجمعية الجديدة هي "تعزيز ونشر المعرفة في الفيزياء"، وهو الهدف الذي سعت الجمعية الأمريكية للفيزياء إلى تحقيقه بجد منذ ذلك الحين. في السنوات الأولى، كان النشاط الوحيد للجمعية للفيزيائية الأمريكية هو عقد اجتماعات علمية بمعدل أربعة اجتماعات سنويًا. في عام 1913، تولت الجمعية الأمريكية للفيزياء إدارة المجلة الفيزيائية التي تأسست عام 1893 في جامعة كورنيل، وأصبح نشر المجلات هو نشاطها الرئيسي الثاني. تبع ذلك إطلاق مراجعات للفيزياء الحديثة في عام 1929 ورسائل المراجعة الفيزيائية في عام 1958. ومع توسع مجال الفيزياء وزيادة حجم التقديمات، خضعت المراجعة الفيزيائية للتقسيم إلى خمسة أقسام متميزة لاستيعاب التنوع المتزايد في تخصصات الفيزياء.

## وصلات خارجية
- الموقع الرسمي